# Гуасапа (вулкан)
Гуасапа (исп. Guazapa) — массивный, разрушенный вулкан в Сальвадоре, в департаменте Сан-Сальвадор, в 20 км от города Сан-Сальвадора. Кратер отсутствует. Высота над уровнем моря — 1438 м. Сведений об исторических извержений нет.
В годы гражданской войны в Сальвадоре 1979—1992 годов в ущельях вулкана дислоцировались партизанские отряды Фронта национального освобождения имени Фарабундо Марти. Именно с Гуасапы партизаны начали своё продвижение на столицу страны.